# Euripus torsa
Euripus torsa är en fjärilsart som beskrevs av Rhé-philipe 1911. Euripus torsa ingår i släktet Euripus och familjen praktfjärilar. Inga underarter finns listade i Catalogue of Life.